# Графство Тенглинг
Графството Тенглинг (на немски: Grafschaft Tengling) с главен град Тенглинг (днес част от Тахинг ам Зе в район Траунщайн в Бавария) се създава през средата на 11 век при разделянето на собствеността на Зигхардингите.

## Графове на Тенглинг
- Фридрих I фон Понгау, † 1071, граф на Тенглинг 1048, граф в Залцбургау, син на граф Зигхард/Сицо VII (убит в Menfö 1044) и Билихилд от Андекс, внук на граф Енгелберт III в Химгау († 1020)
  - Зигхард IX, † 1104, син на Фридрих I, граф на Тенглинг 1074 – баща на графовете от Бургхаузен и Шала (до 1194)
  - Фридрих II, † 1120, син на Фридрих I, граф на Тенглинг 1108 – баща на: графовете от Пайлщайн (до 1207) и Клееберг (до 1218)

Графството Тенглинг е познато, защото граф Зигхард IX се жени за Ида, единствената сестра на по-късния херцог (1106), крал (1125) и император (1133) Лотар III от фамилията Суплинбурги.